# Root (utente)
Il termine root, utilizzato nei sistemi operativi Unix e Unix-like, indica il nome utente predefinito dell'amministratore di sistema; la parola root significa radice: l'amministratore è infatti l'unico a poter modificare i file presenti nella directory '/', detta root. Spesso vengono usati come sinonimi “amministratore”,  “superutente” o “superuser”.
Dall'ambito originario (Unix), l'impiego del concetto si è esteso con analogo significato ad altri sistemi operativi o piattaforme.

## Caratteristiche
L'utente root (chiamato anche toor in BSD o avatar) è l'utente (di sistema e nascosto in condizioni predefinite) che dispone del massimo controllo sul sistema; esso è il solo in grado di compiere operazioni non consentite agli utenti standard. In pratica, è un account super admin che può operare con un profilo amministrativo completo "in locale" (ovvero sulla macchina e/o sistema operativo).

## Utilizzo nei sistemi operativi
Specie nel mondo Android è impiegato il verbo to root, o “rootare”, con il significato di assumere i privilegi di superutente: l'operazione consente di apportare modifiche ai file di sistema (archiviati in una partizione di sistema e nascosta). Il rooting è appunto l'operazione mediante la quale l'utilizzatore diventa superutente e quindi acquisisce una serie di permessi che consentono procedimenti avanzati, impossibili se il dispositivo non è "rootato".

### Sistemi Unix e derivati
È buona norma non utilizzarlo nelle normali sessioni di lavoro, ma di accedervi solo quando richiesto, ad esempio per installare o aggiornare un programma, un driver o una impostazione di sistema che riguarda tutti gli utenti del sistema stesso.
In contrapposizione al superutente, esistono gli utenti standard, i cui privilegi sono limitati per prevenire possibili danni accidentali all'intero sistema in caso di errore. A questi utenti standard è normalmente inibita la modifica dei file essenziali per funzionamento del sistema operativo, dei file degli altri utenti standard e dei permessi di tutti gli utenti.
In molte distribuzioni Linux, è inoltre impedito l'accesso diretto all'utente root in modalità grafica (per ragioni di sicurezza), anche se esistono comunque tool di configurazione grafici che necessitano di autenticazione root, che è richiesta successivamente all'accesso come utente standard.
In modalità testuale (da linea di comando), si può accedere all'utente root da una console di utente standard tramite il comando su privo di argomenti, oppure eseguire un singolo programma con privilegi da superutente tramite il comando sudo (seguito dalla password di accesso all'utente corrente).
Ad ogni modo, in ciascun sistema Linux, in ogni momento sono in esecuzione dei processi in modalità root, ossia quelli alla base del sistema operativo, eseguiti nella fase di avvio e prima di arrivare all'autenticazione del singolo utente.

### Sistemi Windows
Nei sistemi basati su Windows NT, il corrispondente di root è l'account administrator. Fino a Windows XP, lasciando le impostazioni di installazione predefinite, è molto facile (e permesso) creare un unico utente con privilegi di amministratore e senza alcuna password.

Anche definendo un diverso nome utente per l'amministratore e per altri utenti, l'account administrator (super administrator) rimane comunque esistente e non eliminabile, creando seri rischi per la sicurezza del sistema. Da Windows Vista in poi, questo account (amministratore di sistema) è disattivato e nascosto nelle impostazioni predefinite. Tramite comandi è possibile visualizzarlo e attivarlo, nonché accedervi. Administrator non deve essere confuso con un normale account utente con privilegi di amministratore.
Nei sistemi basati invece su MS-DOS e Windows 9x (e in generale nei sistemi operativi monoutente) non esiste invece il concetto di superutente, non esistendo nemmeno quello di multiutenza, quindi l'utente, o il software, è potenzialmente in grado di compiere qualsiasi operazione sul sistema.
Strumenti come Kon-Boot consentono agli utenti di aggirare ("bypassare")  le password di Microsoft Windows e le password di Apple macOS.